# Kim Kyung-nam
Kim Kyung-nam (kor. 김경남; * 10. Juni 1993) ist eine südkoreanische Biathletin.
Kim Kyung-nam nahm schon 2009 im Alter von 16 Jahren an den Südkoreanischen Meisterschaften im Skilanglauf teil und verpasste dort als Viertplatzierte über 5 Kilometer Klassisch den ersten Gewinn einer Medaille. Erstes internationales Großereignis wurden die Winterasienspiele 2011 in Almaty. Dort wurde Kim als Schlussläuferin an der Seite von Chu Kyoung-mi, Mun Ji-hee und Kim Seo-ra in der Staffel Vierte.

## Statistik

### Platzierungen im Biathlon-Weltcup
Die Tabelle zeigt alle Platzierungen (je nach Austragungsjahr einschließlich Olympische Spiele und Weltmeisterschaften).
- 1.–3. Platz: Anzahl der Podiumsplatzierungen
- Top 10: Anzahl der Platzierungen unter den ersten zehn (einschließlich Podium)
- Punkteränge: Anzahl der Platzierungen innerhalb der Punkteränge (einschließlich Podium und Top 10)
- Starts: Anzahl gelaufener Rennen in der jeweiligen Disziplin
- Staffel: inklusive Mixed- und Single-Mixed-Staffeln

| Platzierung         | Einzel | Sprint | Verfolgung | Massenstart | Staffel | Gesamt |
| ------------------- | ------ | ------ | ---------- | ----------- | ------- | ------ |
| 1. Platz            |        |        |            |             |         |        |
| 2. Platz            |        |        |            |             |         |        |
| 3. Platz            |        |        |            |             |         |        |
| Top 10              |        |        |            |             |         |        |
| Punkteränge         |        |        |            |             | 7       | 7      |
| Starts              | 3      | 2      |            |             | 8       | 13     |
| Stand: Karriereende |        |        |            |             |         |        |